# هریشکوو
هریشکوو (به چکی: Hříškov) یک منطقهٔ مسکونی در جمهوری چک است که در ناحیه لوونی واقع شده‌است. هریشکوو ۱۰٫۲۴ کیلومتر مربع مساحت و ۳۹۶ نفر جمعیت دارد و ۳۹۰ متر بالاتر از سطح دریا واقع شده‌است.